# Protaeolidiella atra
Protaeolidiella atra is een slakkensoort uit de familie van de Aeolidiidae. De wetenschappelijke naam van de soort is voor het eerst geldig gepubliceerd in 1955 door Baba.